# جائزة مصري
جائزة مصري هي جائزةٌ طبيةٌ تأسست عام 1996. كانت مؤسسة مئيرا وشاؤول مصري تدير الجائزة حتى عام 2009. تُمنح الجائزة التي تبلغ قيمتها 40,000 دولار أمريكي مع زمالة البروفيسور شاؤول مصري للعلماء الذين قدموا مساهماتٍ كبيرة حديثة في العلوم الطبية الحيوية. حصل عشرة من الفائزين بجائزة مصري على جائزة نوبل.